# Санту-Андре (Параиба)
Санту-Андре (порт. Santo André) — муниципалитет в Бразилии, входит в штат Параиба. Составная часть мезорегиона Борборема. Входит в экономико-статистический микрорегион Карири-Ориентал. Население составляет 2664 человека на 2006 год. Занимает площадь 225,166 км². Плотность населения — 11,8 чел./км².

## Статистика
- Валовой внутренний продукт на 2003 год составляет 6 199 421,00 реалов (данные: Бразильский институт географии и статистики).
- Валовой внутренний продукт на душу населения на 2003 год составляет 2274,18 реалов (данные: Бразильский институт географии и статистики).
- Индекс развития человеческого потенциала на 2000 год составляет 0,626 (данные: Программа развития ООН).